# Зайцева, Нина Григорьевна
Нина Григорьевна Зайцева (род. 25 мая 1946, дер. Войлахта, Бабаевский район, Вологодская область) — советский и российский учёный-языковед, доктор филологических наук, заслуженный деятель науки Республики Карелия (1995), с 1997 года заведующая сектором языкознания в Институте языка, литературы и истории КарНЦ РАН.

## Биография
Родилась в вепсской семье.
После окончания с отличием филологического факультета Вологодского педагогического института в 1969 году, была направлена в Петрозаводск на работу в Институт языка, литературы и истории Карельского филиала АН СССР. В 1973 году окончила аспирантуру Петрозаводского государственного университета, в 1975 году защитила кандидатскую диссертацию на тему «Именное словоизменение в вепсском языке». С 1997 года — заведующая сектором языкознания Институт языка, литературы и истории. В 2002 году защитила докторскую диссертацию на тему «Вепсский глагол. Сравнительно-сопоставительное исследование».
Автор нескольких изданий словарей вепсского языка, перевода на вепсский язык эпоса «Калевала». Переводчик «Детской Библии» (Stokgolm-Helsinki, 1996). Автор вепсского эпоса «Virantanaz» («Двор Вира»; переведён на русский язык Вячеславом Агапитовым).
Н. Г. Зайцева выполнила основу перевода на вепсский язык Нового Завета. В тестировании, обсуждении и улучшении этого перевода «Uz’ Zavet» (Новый Завет) приняли участие многие вепсские писатели, поэты, любители и знатоки вепсского языка, а именно: Алевтина Андреева, Светлана Плюхина, Юрий Мугачев, Валентина Рогозина, Р. П. Лонин, Виктор Ершов, Ольга Жукова, Марина Зарубалова, Вера Медникова, Надежда Кукоева, Марина Гиниятуллина, Анатолий Петухов, Николай Фомин, Николай Абрамов.
Член редколлегии журналов «Carelia», «Kipinä».
Иностранный член Финского литературного общества, Общества «Калевалы» (Хельсинки), Финно-угорского общества.
Лауреат года Республики Карелия (2009), лауреат премии «Сампо» (2012) за особый вклад в развитие вепсского языка и вепсской культуры.

## Научные публикации
- Вепсско-русский, русско-вепсский учебный словарь. — Петрозаводск, 1995. — 190 с.
- Новый русско-вепсский словарь / Н. Г. Зайцева, М. И. Муллонен . — Петрозаводск, 2007. — 516 с.
- Очерки вепсской диалектологии. — Петрозаводск, 2016. — 393 с.